# 白坑玉聖殿
白坑玉聖殿，或作白猿坑玉聖殿、白灣坑玉聖殿、閤澎玉聖殿，臺灣澎湖縣廟宇，位於湖西鄉白坑村，主祀玉皇大帝。相傳創建於明朝末年，在民國60年（1971年）之前皆主祀吳府王爺，昔時則稱王爺廟。法師流派為普庵派。:60–62

## 沿革
白坑玉聖殿為澎湖縣湖西鄉白坑村的角頭廟，廟方自述其建廟時間為1644年。（大明崇禎17年，同年發生甲申之變，李自成攻破北京城，崇禎皇帝自縊，大明滅亡。）白坑村聚落也約莫明末清初之際成形，當時稱作「北灣坑」、「白灣坑」，清領時期也有「白猴坑」和「白猿坑」的紀錄，行政區域被劃分於「澎湖廳奎璧澳」之中。相傳宮廟供奉「齊天大聖」，乃是源自於白坑村乃有猿穴窩藏的傳說。
白坑村公廟最初主祀神明為吳府王爺，係由移民先祖有「金門八戶」之稱，他們帶著吳府王爺的金身從福建泉州同安縣金門渡海時一併攜來，到澎湖後闢建一陋廟以供奉。據稱該宮廟經先前有三次重修工程，但均無詳細的修建紀錄，第四次重修僅知倡導者為許羽與許助、第五次則是許姚與許金泉發起重修，但確切年份皆不可考。
民國39年（1950年），白坑王爺廟供奉的高穹玄大帝蒞臨，信眾結社為「白蓮社」，相應成立鸞堂，堂號「慈善堂」；民國53年（1964年），吳府千歲二度開堂，賜名為「白蓮社養善堂」。民國58年（1969年），吳府千歲出巡駐蹕於高雄的高紅北極殿，返鄉期間，信眾蔡自在見故廟外觀殘破，遂起募款重建之議，與許三合、蔡虹、謝旺、許英文、許水晚多位鄉親成立重建委員會，籌備相關事宜。
民國59年（1970年）11月，白坑王爺廟破土動工，民國60年（1971年）12月20日，上蒼降旨，表達將王爺廟改為主祀玉皇上帝的玉旨，後易名為「玉聖殿」。民國61年12月，玉皇大天尊寶座雕塑完成，並另塑張毓大帝神像，維護本境，併同入火，玉聖殿始略具規模，直至民國65年（1976年）12月，第六次重建厥功告竣，同年舉辦落成典禮，白坑玉聖殿也成為澎湖首間奉祀「玉皇大帝」的宮廟。
嗣後，白坑村許天富倡議，發起玉聖殿第七次重建，偕同鄉佬許謙田、許根壯、許再會及謝天沛召開村民大會，商討「舊廟翻修」或「拆毀重建」，全體村民贊同拆毀舊廟、起建新廟之議，並徵收每戶丁口錢新台幣一萬元為重建基金。民國88年（1999年）十月初二，玉聖殿舉辦出火大典、十月廿二日拆除舊廟，歷時四載有餘，白坑玉聖殿正式於民國93年（2004年）正月廿九日竣工，歲次甲申，總計工程款項新台幣四千七百萬餘元。新起建的玉聖殿廟身座西北西朝東南東，佔地面積為184.48坪（609.86平方公尺），同時也是為湖西鄉首座天井式的廟宇建築。此外，廟中墨筆楹聯出自白坑村文人謝聰明、許根柱敬獻，大有文采增輝之雅。

## 其他

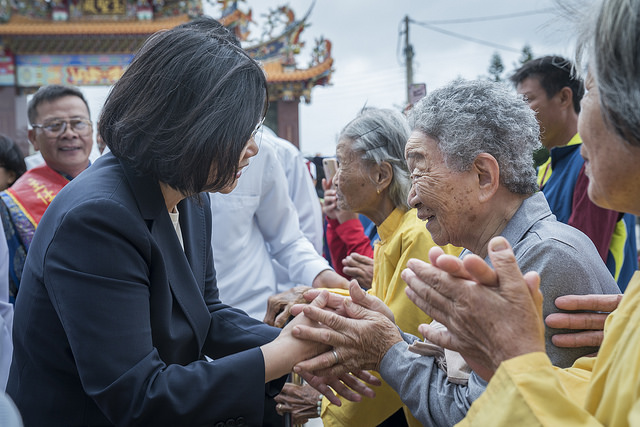
蔡英文參拜白坑玉聖殿。

- 民國105年（2016年）農曆12月，玉聖殿重新雕作「齊天大聖」及「二郎神君」兩位神尊，吸引不少香客來朝聖。[8]

- 民國107年（2018年）9月28日，中華民國總統（第14任）蔡英文蒞臨參拜白坑玉聖殿，祈求國泰民安。[9]

## 圖輯

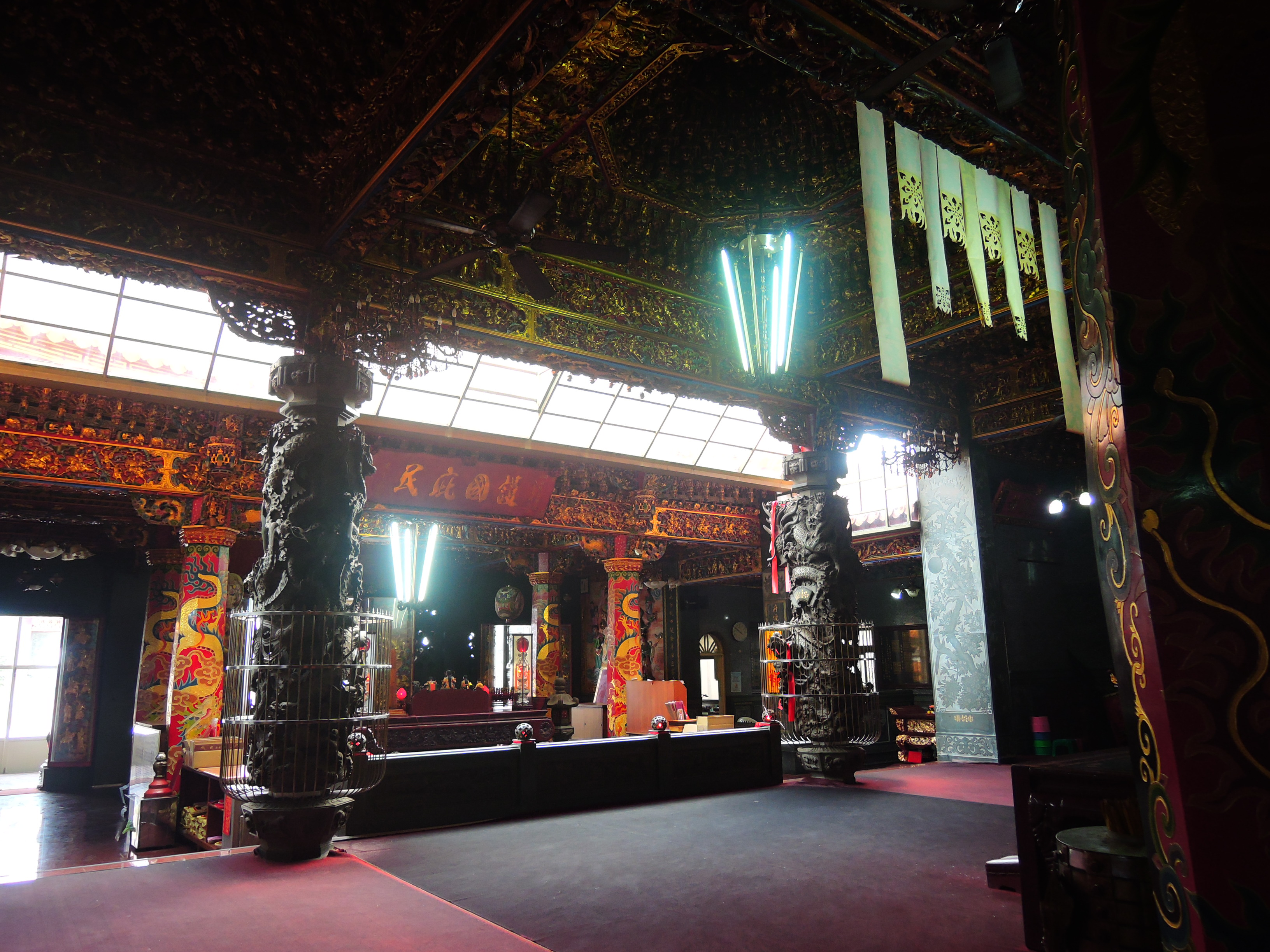
天井式中庭
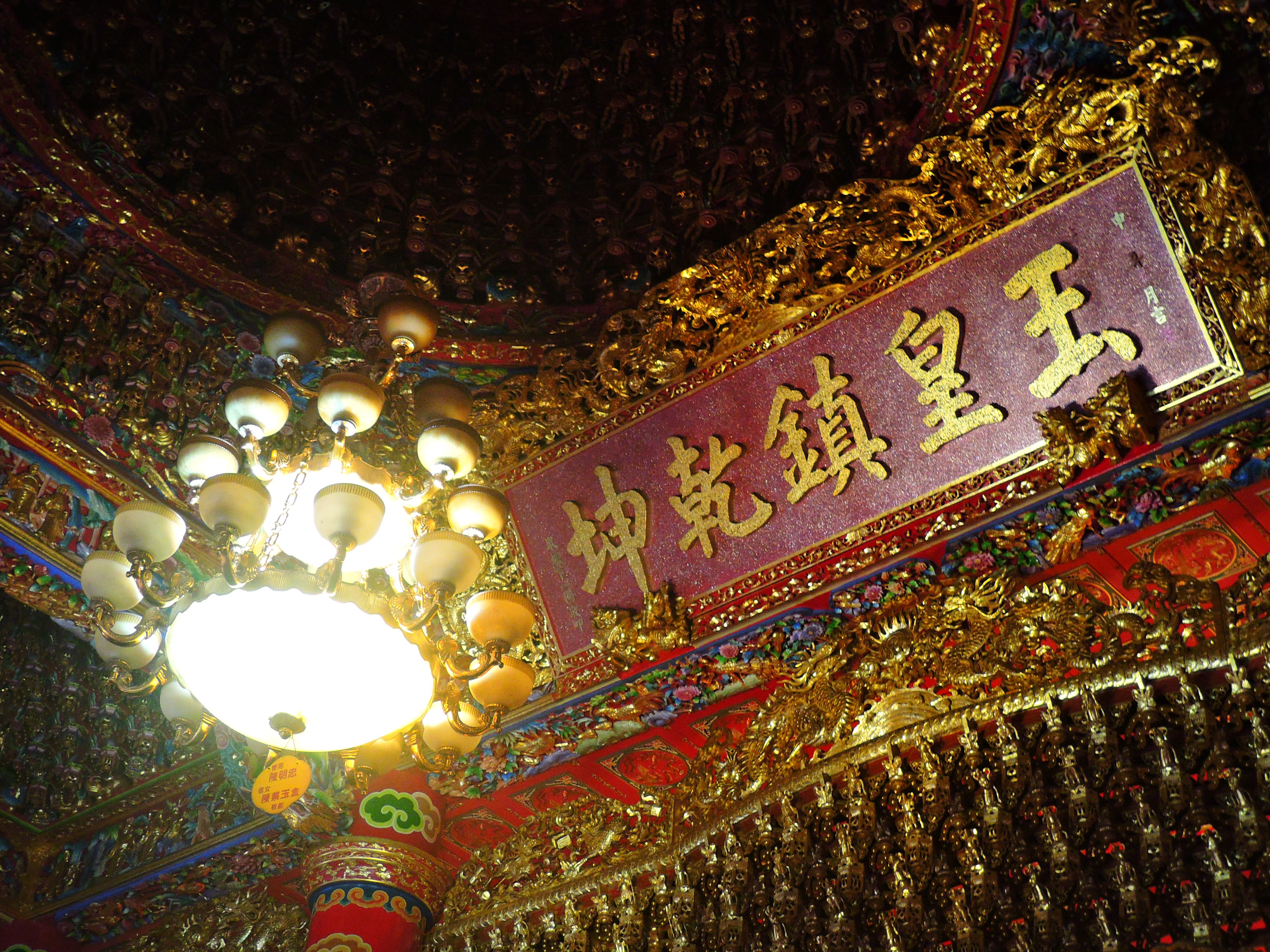
玉皇鎮乾坤匾
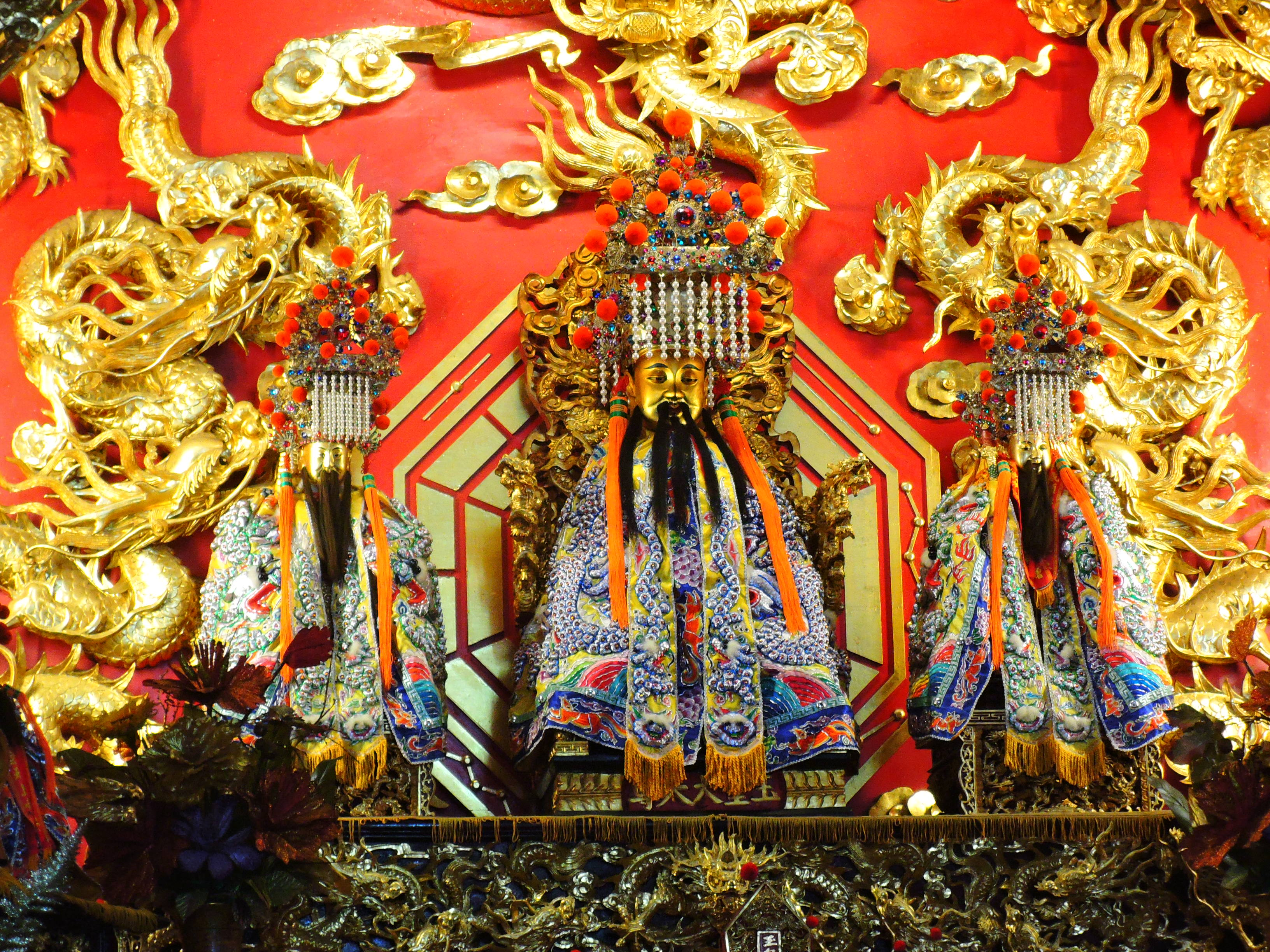
玉皇上帝像
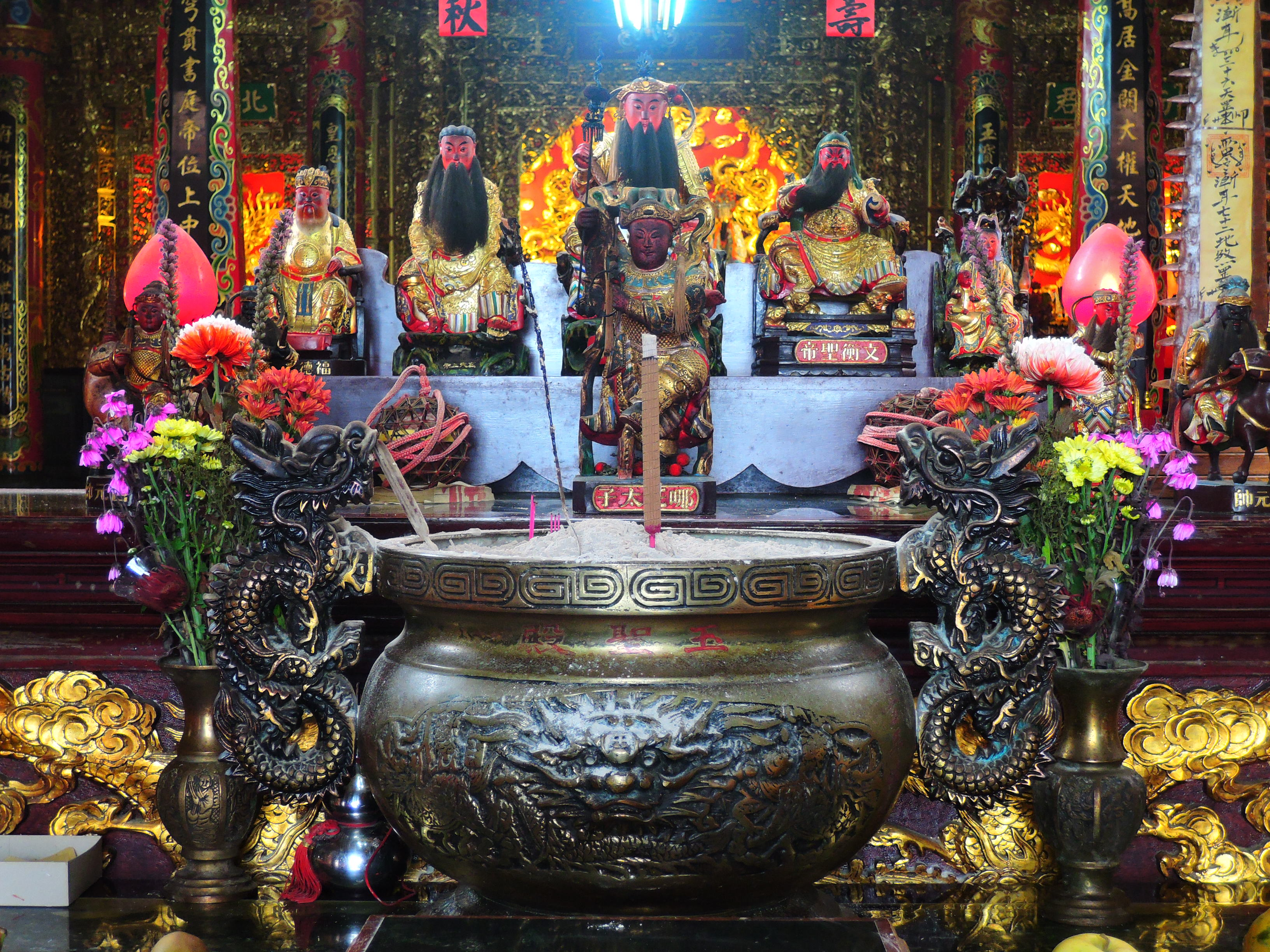
副祀神明諸像
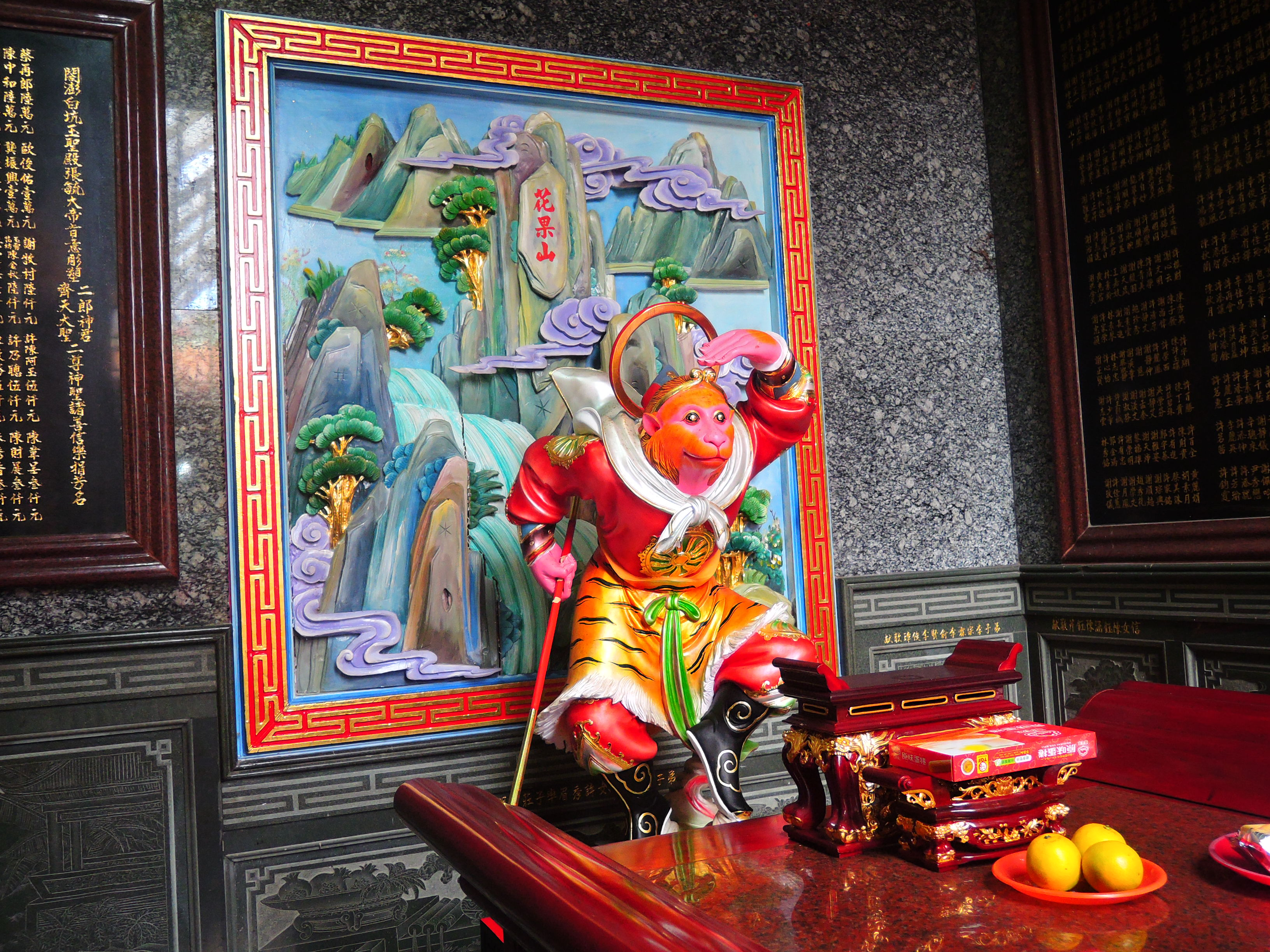
齊天大聖像
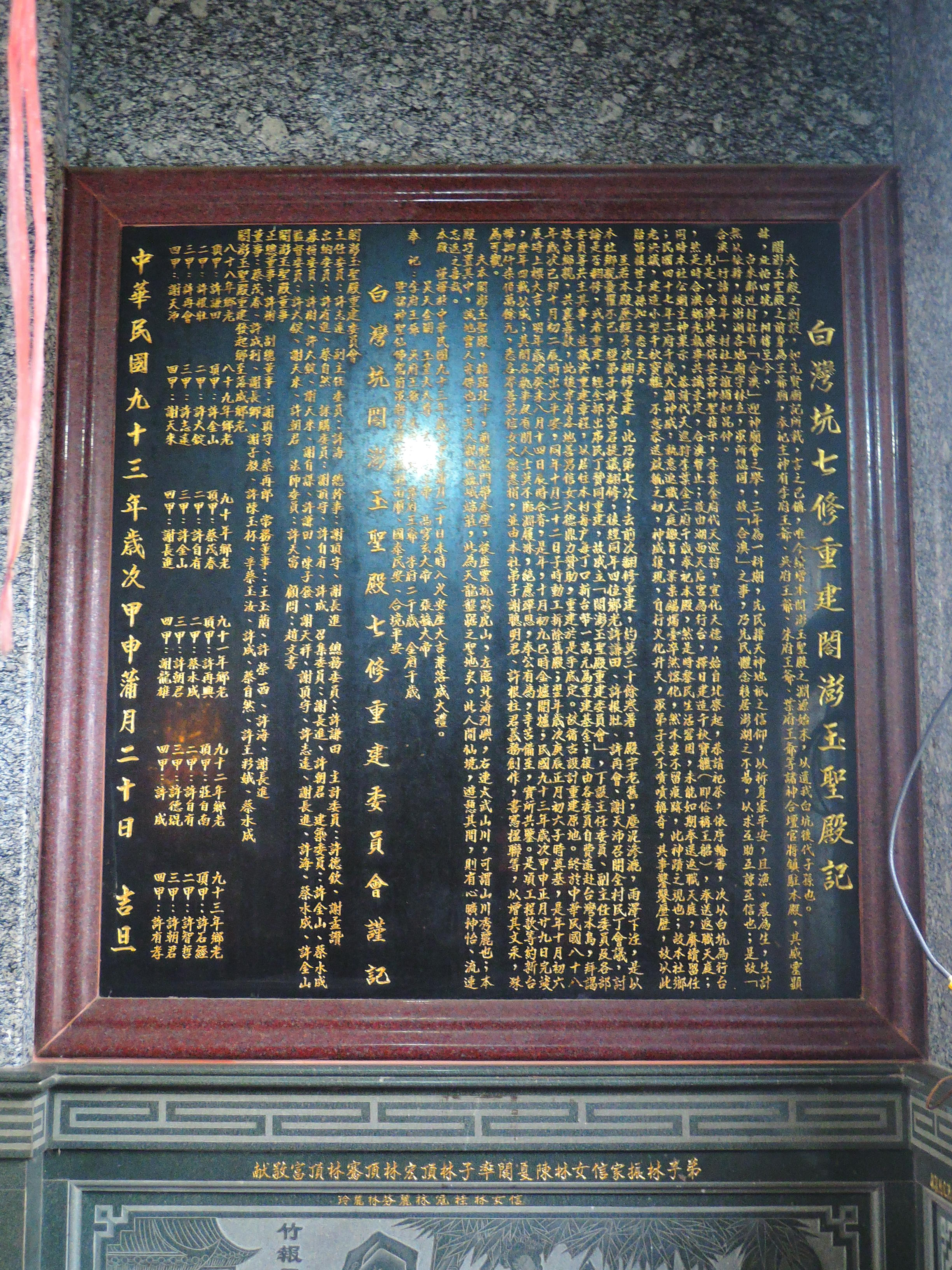
〈白灣坑七修重建闔澎玉聖殿記〉